# Myzia interrupta
Myzia interrupta är en skalbaggsart som först beskrevs av Thomas Casey 1899.  Myzia interrupta ingår i släktet Myzia och familjen nyckelpigor. Inga underarter finns listade i Catalogue of Life.